# Лоракс (книга)
«Ло́ракс» (англ. The Lorax) — детская книга, написанная Доктором Сьюзом и впервые опубликованная в 1971 году. Она ведёт рассказ о плачевном состоянии окружающей среды, а Лоракс — главный персонаж, который «говорит за деревья» — противостоит персонажу по имени The Once-Ler, который вызывает разрушение этой самой среды. (На русский язык его имя переводили как Находкинс, Раз-и-Готово, Мак-Глот и Однажд-Лер — далее будет употребляться последнее, так как оно ближе всего к оригиналу). Лицо Однажд-Лера не отображается ни в иллюстрациях к книге, ни в экранизации 1972 года. Как и в большинстве книг Доктора Сьюза, все упомянутые существа, как правило, являются уникальными.

## Сюжет
Мальчик, живущий в загрязнённом районе, посещает отшельника по имени Однажд-Лер на Улице Вознесённого Лоракса. Мальчик платит ему пятнадцатью центами, ракушкой пра-пра-пра-прадеда улитки и гвоздём от сапога, чтобы услышать историю о том, кто же вознёс Лоракса ввысь.
Однажд-Лер рассказывает, как когда-то он прибыл в прекрасную долину, где находился лес Трюфель-Деревьев (Truffula Trees) и целый ряд небывалых зверушек. Однажд-Лер всю свою жизнь искал деревья подобные этим, и поэтому он срубает одно из них и использует её шелковистую листву для того, чтобы связать Всемнужку (a Thneed), невероятно универсальный предмет одежды. Лоракс, существо, «говорящее за деревья», появляется из пня этого дерева и выражает недовольство как о срубке дерева, так и о Всемнужке. Тем не менее, первый же проходивший мимо человек, покупает Всемнужку за $3.98. Это воодушевляет Однажд-Лера начать бизнес по продаже Всемнужек.
Небольшой магазинчик Однажд-Лера перерастает в фабрику. Вся его семья приходит к нему на работу и начинает разъезжать на специальных машинах - Сверх-Топорах-Многорубах (Super-Axe-Hacker), чтобы рубить Трюфельные Деревья и вязать из листвы Всемнужки. Вновь появляется Лоракс, чтобы сообщить о том, что маленькие, медведеподобные существа Бар-ба-луты (Bar-ba-loots), которые ели трюфель-фрукт, растущий на деревьях, начали голодать, и их придётся отправлять туда, где они смогут найти больше еды. Позже Лоракс возвращается, чтобы пожаловаться на фабрику, которая загрязнила воздух и воду, из-за чего Лепет-Лебеди (Swomee-Swans) и Жужжащие Рыбки (Humming-Fish) также покинули эти места. Однажд-Лер не раскаялся в содеянном и вызывающе говорит Лораксу, что он продолжит «укрупнять» свой бизнес, но в этот самый момент одна из его машин срубает самое последнее Трюфельное Древо.
Без сырья фабрика закрылась, и семья Однажд-Лера в кратчайшие сроки покинула его, оставив одного в этой пустоши. Лоракс ничего не сказал, он лишь грустно взглянул на Однажд-Лера и, взяв себя за «спинку», вознёсся в небеса, где и исчез, пролетев сквозь отверстие в смоге. Там же где он стоял в последний раз, появилась небольшая кучка камней с одним словом: «ЕСЛИ» («UNLESS»). Однажд-Лер долгие годы размышлял над этим посланием в добровольном изгнании.
В настоящее же время, когда его здания развалились, Однажд-Лер наконец осознаёт, что имел ввиду Лоракс: «Если кто-то как ты, заботы больше не проявит, станет ли мир от того лучше? Не станет.» («Unless someone like you cares a whole awful lot, nothing is going to get better. It's not.»). Затем он даёт мальчику последнее трюфель-семя и призывает вырастить из него лес, сказав, что, если защитить его от вырубки, то Лоракс и его друзья, возможно, вернутся сюда вновь.

## Отзывы
На основе онлайн-опроса 2007 года «Национальная Ассоциация Образования» назвала книгу в «сотне книг для детей работников просвещения». Книга также стала одной из «ста лучших иллюстрированных книг» всех времён в 2012 году по версии «School Library Journal».
В «Ретроспективе», опубликованной в журнале «Nature» в 2011 году на 40-ю годовщину публикации книги, Эмма Маррис описала Лоракса как «пародию на человеконенавистнического эколога». Она назвала книгу «мрачной» и заявила, что сомневается, что это хорошо для маленьких детей. Тем не менее, она похвалила книгу в целом и Сьюза за понимание «пределов грусти и печали» в защите окружающей среды.
По поводу экранизации 2012 года отмечалось, что одноимённый герой книги "Лоракс" защищает деревья и выступает против беспредельной жадности, при этом тонко прописан, он избегает быть излишне навязчивым. В то же время посыл книги очень сложен для превращения в развлечение на экране, хотя книга и присутствовала в удалённой сцене в школе фильма "Аватар", а так же что автору удалось сделать так, что написанное в 70-х сохраняет актуальность в современности.

## Споры
В 1988 году небольшой школьный округ в Калифорнии внёс книгу в список чтения для второклассников, хотя некоторые в городе утверждали, что книга несправедлива по отношению к лесозаготовительной промышленности. Терри Биркетт, член семейной фабрики по производству настилов из древесины твёрдых пород, стал автором книги «The Truax», в которой предлагал дружелюбную лесозаготовительную перспективу антропоморфному дереву, известному под названием «Гуардбарк» (англ. Guardbark). Книга была издана «Национальной Ассоциацией Производителей Дубового Паркета». Как «Лоракс», книга состоит из противоречий между людьми. Представитель лесозаготовительной промышленности утверждает, что они прилагают усилия к повторному посеву. Гуардбарк, персонифицированный защитник природы, как и Однажд-Лер персонификация бизнеса, отказывается слушать и набрасывается на него. Однако, в конце концов, лесозаготовителю удаётся убедить его. Эта история была подвергнута критике за перекос аргументов и явной корысти, в частности за «поверхностное отношение к исчезающим видам», о которых заботился Гуардбарк. Кроме того, ни один из громких аргументов не был проработан в сюжетной линии книги.
Сюжетная линия с жужжащей рыбкой, где та говорит «Я узнаю предметы так же плохо, как и в озере Эри» была вырезана из книги более чем через четырнадцать лет после её выхода в свет, после того, как два научных сотрудника из «грантовой программы Озёра Огайо» написали Сьюзу об очистке озера Эри. Однако, этот отрывок был сохранён на DVD.

## В культуре
В расширенном варианте фильма Аватар от 2010 года в дополнительной сцене в помещении бывшей школы для аборигенов дан намёк, что книга "Лоракс" использовалась в ней в качестве учебного пособия.

## Адаптации

### Экранизации
- Мультфильм 1972 года

Премьера первой экранизации книги состоялась на канале CBS 15 февраля 1972 года. Мультфильм был произведён компанией «DePatie-Freleng Enterprises», режиссёром выступил Холи Прэтт, роли озвучивали Эдди Альберт и Боб Холт. Укороченная версия мультфильма была использована в телевизионном фильме 1994 года «В поисках Доктора Сьюза» с Кэти Наджими.
- Анимационный фильм 2012 года

2 марта 2012 года состоялась премьера 3D CGI фильма, основанного на книге, производства «Universal Studios» и «Illumination». Премьера была приурочена к 108-летию автора книги. Главные роли озвучивали Дэнни Де Вито, Зак Эфрон и Эд Хелмс. Дэнни де Вито сам озвучил Лоракса на испанском, итальянском, японском, немецком и русском языках. Интересно то, что в этой экранизации Находкинс (The Once-Ler) перестал быть столь таинственным, а его действия по отношению к природе были оправданы тяжёлыми отношениями с семьёй. Кроме того, в фильме присутствуют и другие персонажи, которых не было в книге и предыдущем мультфильме.

### Аудиокниги
Было выпущено две версии книги на CD в США и Великобритании: в первой рассказчиком является Тед Дэнсон (Listening Library, ISBN 978-0-8072-1873-0); во второй — Рик Майел (HarperCollins, ISBN 978-0-00-715705-1).

### Мюзикл
Музыкальная адаптация «The Lorax» была первоначально включена в сценарий для бродвейского мюзикла Seussical, но была снята до открытия шоу.
Со 2 декабря 2015 года по 16 января 2016 года музыкальная версия книги работала в лондонском театре Old Vic вместе с бывшим фронтменом Ной и Кит Чарли Финком, который также написал музыку для постановки.